# Miguel Anxo Fernán-Vello
Pour les articles homonymes, voir Anxo.
Miguel Anxo Fernán-Vello, né à Cospeito, en Galice, le 8 octobre 1958, est un écrivain et homme politique espagnol.
Il est élu député de la circonscription de Lugo lors des élections générales de décembre 2015.

## Biographie

### Profession
Miguel Anxo Fernán-Vello est écrivain, poète, dramaturge et éditeur de profession.

### Activités politiques
Il est membre de Anova-Fraternité nationaliste.
Le 20 décembre 2015, il est élu député de la circonscription de Lugo au Congrès des députés et réélu en 2016.